# Páll Vang
Páll Vang (født 8. august 1949 i Tvøroyri, død 3. januar 2023) var en færøsk lærer, mægler og politiker (Fólkaflokkurin).
Vang var landbrugs-, sundheds-, trafik- og justitsminister i Pauli Ellefsens regering 1981–1985. Han var kommunestyremedlem i Tvøroyri kommune 1985–2000 og borgmester fra 1993 til 2000, da han trak sig på grund af en alvorlig sygdom.
Han voksede op i Froðba, hvor familien var bønder. 1973 afsluttede han læreruddannelsen på Holbæk Seminarium i Danmark og vendte tilbage til Færøerne, hvor han fra 1974 til 1975 arbejdede som folkeskolelærer på Venjingarskúlanum i Tórshavn, i Tvøroyri fra 1975 til 1986 og i Trongisvágur i 1994. Han var også bonde og drev i flere år sin egen konsulentvirksomhed med bedriftsrådgivning og ejendomsformidling.
Vang blev udnævnt til ridder af Dannebrogordenen i 1984.